# 童友社
株式会社童友社（どうゆうしゃ）は日本の模型製造会社である。

## 概要
童友社は、創業者内田一雄により、1951年に荒川区三河島町で有限会社として設立された。当初は紙製玩具の製造を行っていたが、1962年にプラモデルの製造を開始し、1964年にプラモデル専業メーカーとなった。1978年には旧・相原模型の金型を引き継いで日本の名城シリーズの販売を開始し、1990年頃より旧・日東科学製の旅客機シリーズ、1992年には山田模型の金型を中心とした「ノスタルジックカーシリーズ」の販売を開始した。1996年に株式会社への改組を行った。2000年代初めの食玩ブーム時に発売した塗装済みプラモデルの「翼コレクションシリーズ」は、2011年現在でも新作の作られる人気シリーズとなっている。
同社のラインアップは名城・名車などのプラモデルから収益性の高いラジコン、ミニチュアサイズの完成彩色モデルや食玩などである。また近年はアジアの模型メーカーの輸入代理店として、ミリタリーモデルなどの輸入販売を手がけている。

## 現在の主力商品

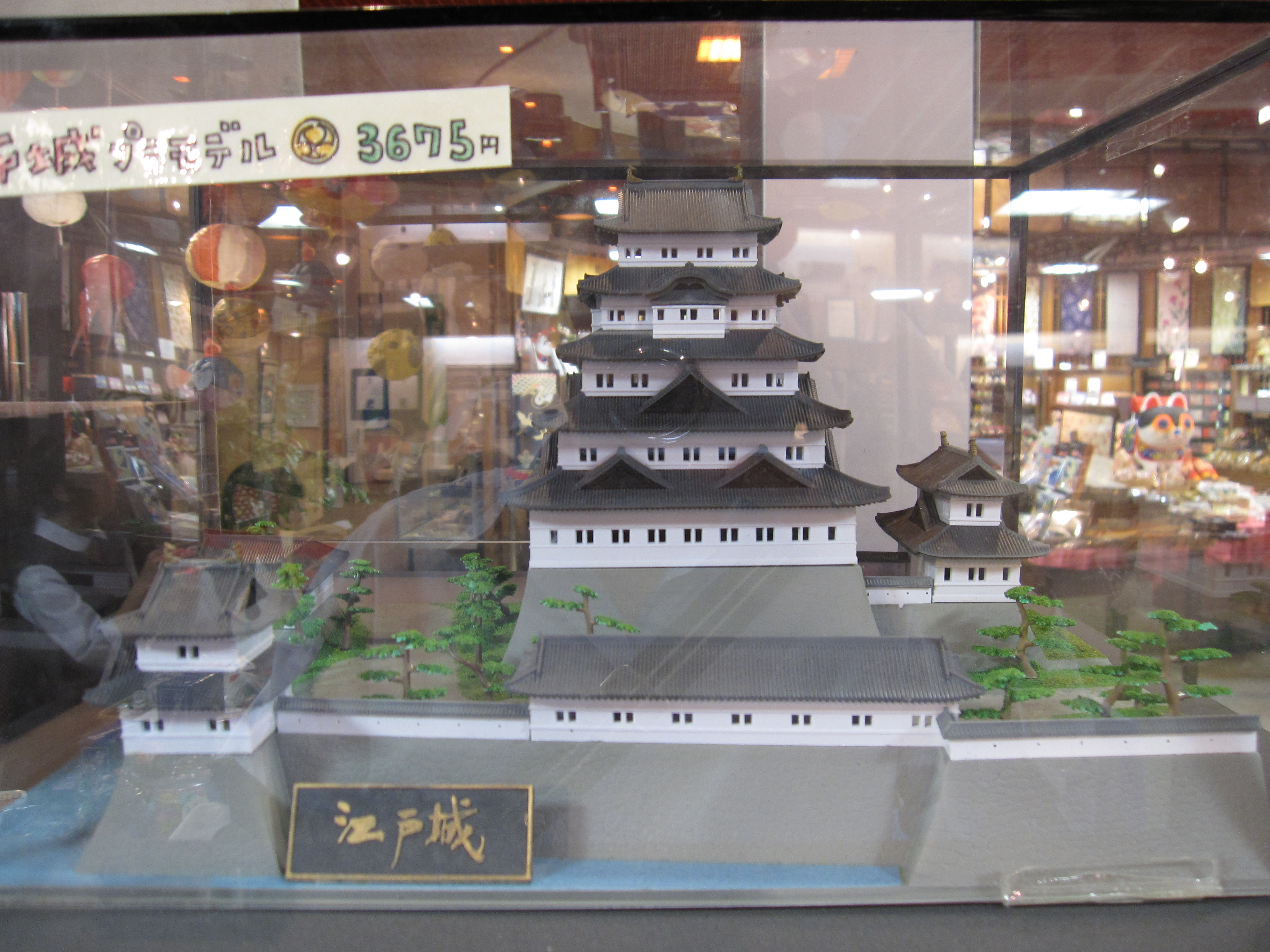
童友社製 1/350スケール 江戸城

名城・兜・みこしシリーズ
童友社を代表する「定番商品」。1970年代後期に倒産した相原模型から多くの金型を譲り受け、約30年以上経った現在でも玩具店から観光地の売店まで幅広く流通しているロングセラーモデル。名城シリーズには、1/700や1/350など他のスケールモデルと同じ縮尺のものもあるが、縮尺は統一されておらず、一部の城は二つの縮尺でモデル化されている。甲冑・兜は1/4、名刀は1/3で縮尺が統一されている。旧製品の販売のみでなく新製品の開発も行われており、2009年には大河ドラマに合わせて直江兼続の兜を新規金型で商品化した。
ラジコン
組み立て塗装済みのラジコン模型。サスペンション機能を取り入れ、リアルなキャタピラー走行が楽しめる1/16スケールM1エイブラムスなどの戦車や、建設機械などがある。また、近年ではマルチコプター（ドローン）を販売している。
翼コレクションシリーズ
2003年よりブラインドボックス形式で販売されている航空機の塗装済みプラモデル。当初、マルサン商店が1970年代の初めに開発した1/100スケール戦闘機の金型を使用していたが、タンポ印刷で再現された迷彩塗装やマーキングが好評で好調な販売が続き、第4弾から新規開発の金型を投入した。1/144スケールの現用機シリーズもある。
マイクロアーマーシリーズ
ドラゴンモデルズ製の1/144サイズの組み立て塗装済み戦車モデル。ブラインドボックス形式で販売している。
ノスタルジックヒーローズ
1960年代から1970年代のカーモデル。一部製品に限り再発売を続けているが、入手困難なモデルが多い。
旅客機シリーズ
旧日東科学教材製の1/100、1/144、1/200などのプラモデルに、自社開発の製品も加えていた。2000年代の後半に生産休止となったが、2011年に1/144スケールキットの一部の生産が再開された。
1/72自衛隊機シリーズ
中国ホビーボス社製のキットに自衛隊機用のデカールをセットしたもの。同じくホビーボス社からのOEMによる1/700世界の潜水艦シリーズもある。

## 童友社が保有する金型
童友社は、マイクロエース（旧アリイ）と並んで、既に廃業・倒産したプラモデルメーカーの開発した金型を多数保有している。生産休止中のものが多いが、近年のアンティーク玩具・模型人気に後押しされた商品の復刻・再発売も行われている。1990年代後期には、既に失われたと思われていたマルサン商店製の金型を使用し、最初の国産プラモデルとされていた「ノーチラス号」の再発売を行い、折からの懐古ブームで話題となった。他に旧緑商会製のシービュー号、スティングレイ、ギララ、ビックモグラスなどを再発売し、旧緑商会版でのボックスアート・パッケージを完全再現するなど、最近のプラモデルに無い「昭和」風味テイストが高い評価を得た。2008年にも、国産プラモデル50周年を記念して「ノーチラス号」や旧山田模型の「ビックリ分解自動車」などの再発売を行った。
- 現存する廃業・倒産会社の金型
  - 相原模型（名城、兜、神輿など）
  - 緑商会（キャラクターモデル系、SF戦車、1/76戦車、1/40装甲車、1/28戦闘機）　
  - マルサン商店（1/100エアモデル、艦船モデル）
  - オオタキ（1/12-S800、1/24カーモデル、艦船モデル）
  - 日東科学（1/24カーモデル、1/100旅客機、1/144ダグラム、妖怪、扇風機）
  - 山田模型（Uボート、1/24カーモデル）
  - エーダイ（1/8マクラーレン、JPSロータス）
  - 日本ホビー、サンワ模型、オダカ

## 輸入・取り扱いメーカー
- ホビーボス（HOBBY BOSS） - 2006年に創業した中華人民共和国の新興模型メーカー。1/72、1/48、1/35ミリタリーモデル・航空機シリーズなど。
- ドラゴンモデルズ（Dragon Models） - 香港の模型メーカー。マイクロアーマーシリーズなど。プラモデルに関してはアオシマが取り扱っている。

## その他・参考
- 1987年10月、童友社がスポンサーとなり半年間、テレビ東京系で『太陽の牙ダグラム』を再放送した。この時、旧タカラ製プラモデルの再発売を行った。事実上これがキャラクタープラモデルへの初参入作品となる。
- 鎧・刀のプラモデルを製作していたためか、TVアニメ『鎧伝サムライトルーパー』に登場する鎧擬亜（よろいぎあ）を着たキャラクターのキットを製造・販売していた。アニメそのものはOVAがつくられるなど人気があったが、キットに関しては絶版状態が続いていた。しかし2019年にトルーパー5人のセットBOX、2020年には輝煌帝烈火のプラモデルが限定販売されている。
- 後番の『獣神ライガー』のスポンサーも務めライガーや魔竜王ドルガのアクションモデルや四天王を含めたチビキャラデザインのゼンマイギミック付きモデルを販売していた。
- 勇者シリーズ第2作である太陽の勇者ファイバードのプラモデルを新規金型で発売していた。ラインナップは「ファイバード」、「武装合体ファイバード」、「ガードチーム」の3体（ガードウイングは発売されず）、ガードチーム3体セットに合体用パーツを同梱した「ガーディオン」。
- カバヤの『絶対無敵ライジンオーガム』の前期分のモデルを個別にパッケージ販売していた。ライジンオー名義のセット箱版での販売もあった。
- 日本プラモデル工業協同組合の理事長を童友社会長・内田守が務める。
- プラモデル販売の黎明期1960年代前半から1970年代まで、鉄道車両のプラモデルを積極的に展開していた。特に1960年代前半にはTOゲージの名称で、新幹線ひかり、特急富士、C62等の鉄道車両が50円で販売されていた。縮尺や大きさに関しては曖昧であり、車両及び線路のデザインは当時のイギリスのローンスターのロコス（Locos）製品を参考にしたものもあり、TOゲージの名称もロコスが使用していたOOOゲージに由来する。また1970年代前半には電池を動力源とする電動式の蒸気機関車や路面電車のプラモデルが単品及びセットで販売されていた。Nゲージと同じ軌間9mmのプラスチック製線路を走行するもので、車両の大きさはNゲージ製品より大きかった。この製品によりNゲージに入門したという愛好者のエピソードが雑誌に紹介されるなど鉄道模型の入門モデルとしての役割も果たした製品であった。同時期にアメリカのバックマン社と提携し、本格的な鉄道模型としてNゲージのアメリカ型蒸気機関車と線路をセットにした製品も販売していた。